# Tomás Alarcón
Tomás Jesús Alarcón Vergara (nascut el 19 de gener de 1999) és un futbolista professional xilè que juga al Colo-Colo i a la selecció xilena. Principalment migcampista defensiu, també pot jugar com a defensa central.

## Carrera de club

### O'Higgins
Nascut a Rancagua, Alarcón va començar la seva carrera amb l'O'Higgins de la seva ciutat natal. Va debutar amb el primer equip amb només 17 anys el 13 d'agost de 2016, com a titular, en un empat 1-1 fora de casa contra el Deportes Iquique.
Alarcón va començar a ser titular del club a mitjan campanya del 2018, on també va ser utilitzat com a defensa central pel tècnic Gabriel Milito. Va marcar el seu primer gol com a sènior el 13 de setembre de 2020, però en una derrota a casa per 2-1 contra l'Everton de Viña del Mar. El 8 de desembre, va marcar un doblet en una victòria a casa per 2-1 davant el Huachipato. Alarcón va acabar la temporada 2020 amb set gols marcats en 28 partits.

### Cadis
El 13 de juny de 2021, Alarcón va signar un contracte de quatre anys amb el Cadis CF de la lliga espanyola, que va gastar 2 milions de dòlars pel 80% del seu traspàs. El 14 d'agost, va debutar oficialment amb el Cadis en el primer partit de la Lliga 2021-22, jugant des de l'inici en un empat 1-1 contra el Llevant UE i enviant una centrada clau per a l'empat al final del seu partit de debut.
El 27 de desembre de 2022, després de ser utilitzat poques vegades durant la la campanya, Alarcón va ser cedit al Real Saragossa de segona divisió fins al juny. El 23 d'agost de 2023, va passar al també equip de segona divisió FC Cartagena cedit per a la temporada 2023–24.

## Carrera internacional
Alarcón va representar Xile Sub -20 al Campionat Sud-americà sub-20 de 2019 i Xile Sub-23 al Torneig Preolímpic CONMEBOL 2020. A més, va estar a la selecció de Xile sub-23 per al Torneig de Toulon 2019.
Alarcón va debutar amb l'equip sènior de Xile el 5 de setembre de 2019 en un partit amistós contra l'Argentina, com a substitut al minut 55 de Claudio Baeza. Martín Lasarte va convocar-lo per jugar la classificació per a la Copa del Món de la FIFA 2022, tenint la seva primera presentació internacional oficial contra l'Argentina el 3 de juny de 2021. El mateix mes, Alarcón va ser seleccionat per participar en la Copa Amèrica 2021, jugant en quatre partits del torneig, en què Xile va perdre als quarts de final contra el Brasil.